# مرد بله‌گو
مرد بله‌گو (به انگلیسی: Yes Man) فیلمی است کمدی به کارگردانی پیتون رید که در سال ۲۰۰۸ ساخته شد. این فیلم بر اساس کتابی به همین نام که دنی والاس آن را در سال ۲۰۰۵ نگاشت ساخته شود. در این فیلم جیم کری نقش اول را ایفا می‌کند.

## ترجمه نام
نام اصلی فیلم در زبان انگلیسی یِس‌مَن (به انگلیسی: Yes Man) است و در رسانه‌های فارسی‌زبان، به نام‌های مختلفی ترجمه‌شده‌است. «بله‌قربان‌گو»، «مرد بله‌قربان‌گو»، «مرد بله‌گو»، «آقای بله»، «آقای بله‌گو»، «آقای بله‌بله‌گو» از ترجمه‌های فارسی نام هستند.

## داستان فیلم
کارل مردی ست که به هرچیزی که سر راهش می‌رسد با دیدی منفی گرایانه «نه» می‌گوید. تا اینکه به پیشنهاد دوستش تصمیم می‌گیرد تا در یک همایش با نام «مرد پاسخ‌های مثبت» شرکت کند. هر کس از او درخواستی داشت می‌گفت بله در این مرحله از زندگی او به دستاوردهای خوبی رسید کارل دوستان زیادی پیدا کرد و به همه کمک می‌کرد کارل دیگر یک انسان خوبی شد.

## بازخورد

### برداشت ضدایرانی بودن
در فیلم، کارل (با بازی جیم کری) با ایمیلی از یک سایت همسریابی به نام Persian Wife Finder روبرو می‌شود و پس از ثبت‌نام در آن، از یک زن ایرانی به نام فرنوش درخواست دوستی دریافت می‌کند. دو نفر در یک رستوران با هم ملاقات می‌کنند که فرنوش در آن حجابی صورتی‌رنگ و کمیک به‌سر دارد. کارل بعداً توسط اف‌بی‌آی به اتهام برنامه‌ریزی به اقدام عملیات‌های تروریستی دستگیر می‌شود و مأموران عکس‌های فرنوش و کارل را به عنوان یکی از مدارک جرم به وی نشان می‌دهند. نیما اکبرپور، وبلاگ‌نویس و روزنامه‌نگار ایرانی در وبلاگ خود می‌نویسد «توی این فیلم زن‌های ایرونی رو طوری نشون دادن که انگار برای رفتن از ایران حاضرن به هر ازدواجی بله بگن» و سایت فردانیوز می‌نویسد که سازندگان با شخصیت «ساده، کودن و کمی بی‌قیدوبند» فرنوش به تمسخر زنان ایرانی پرداخته‌اند.